# Automobiles Bignan

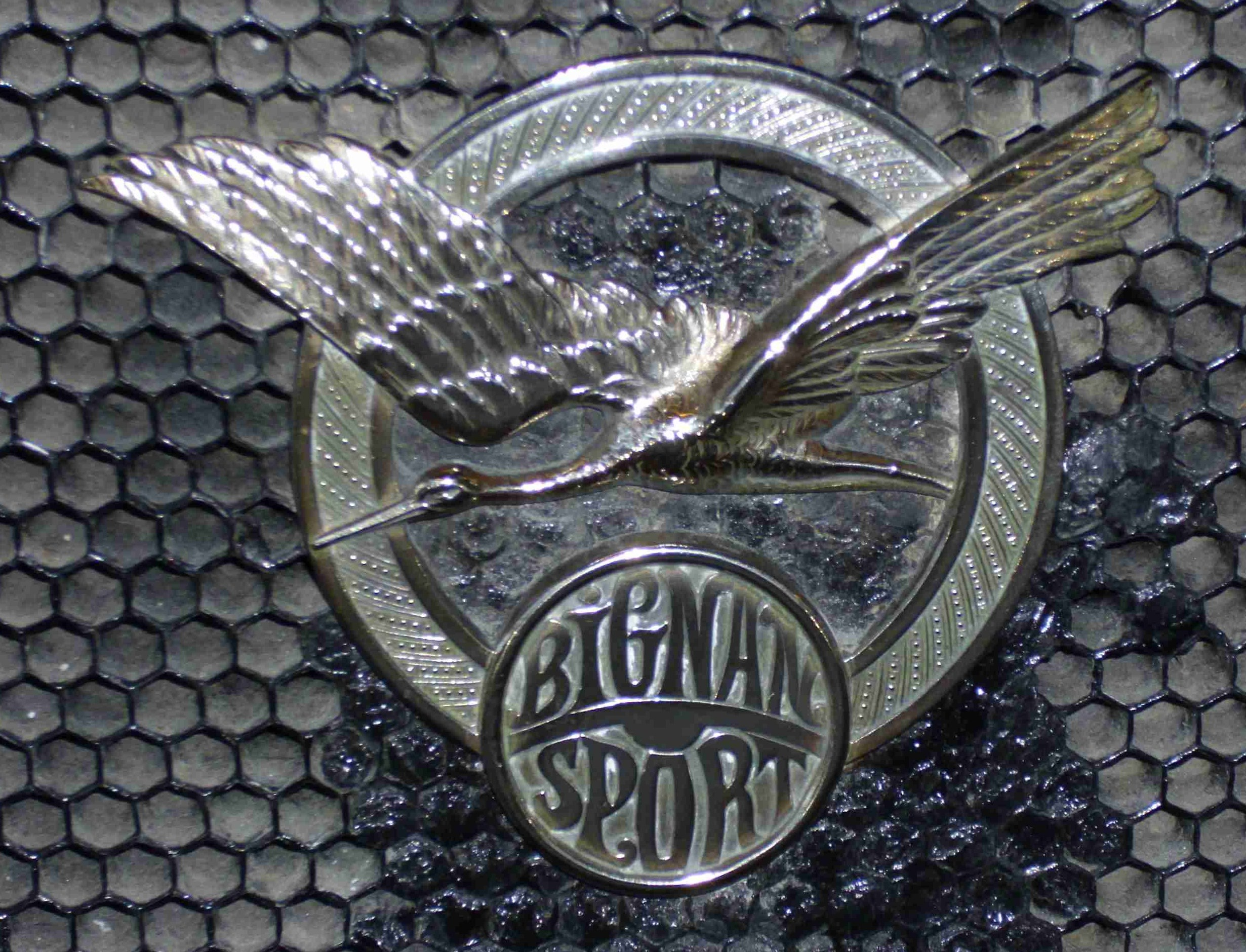
Emblem

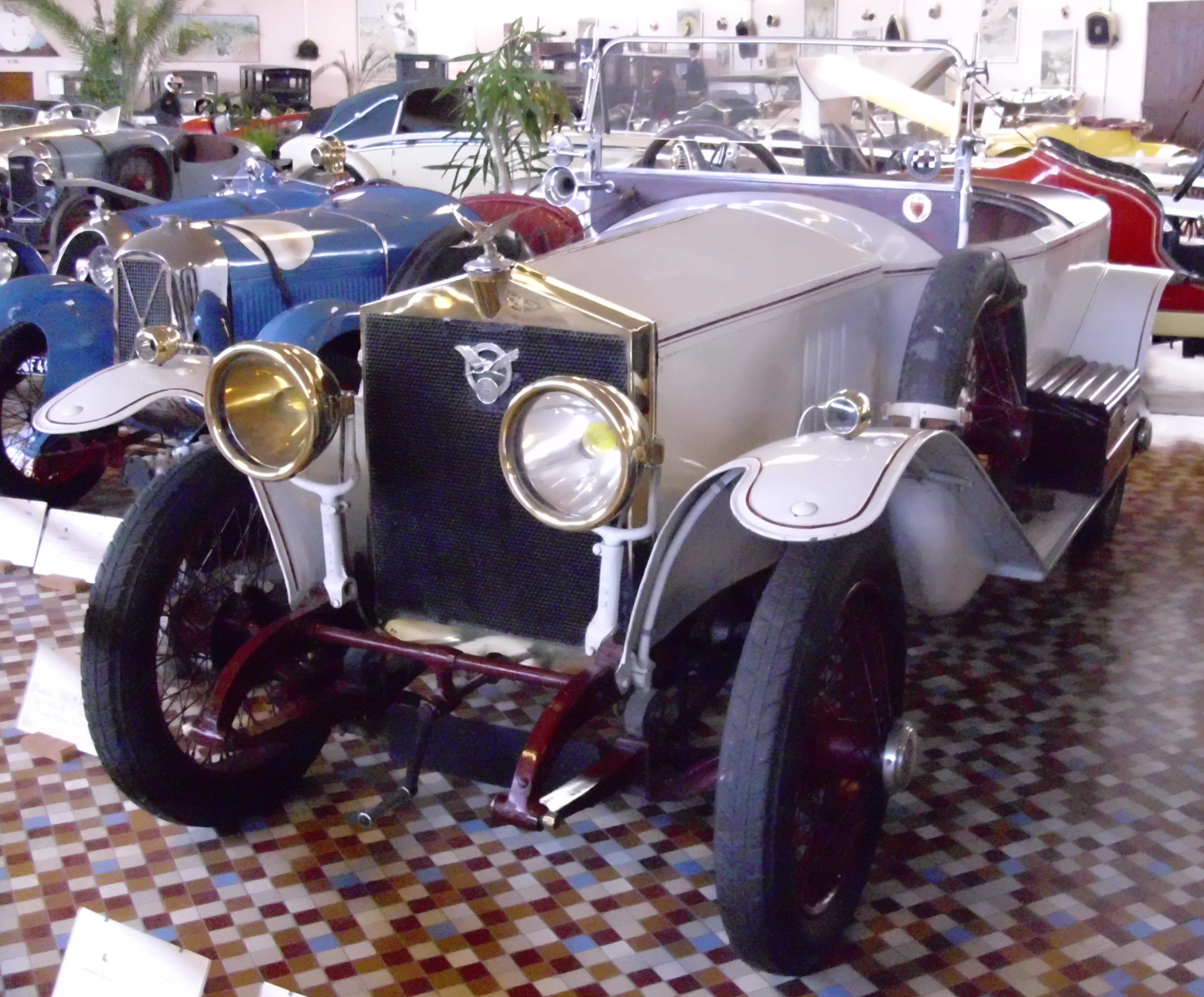
Bignan von 1919

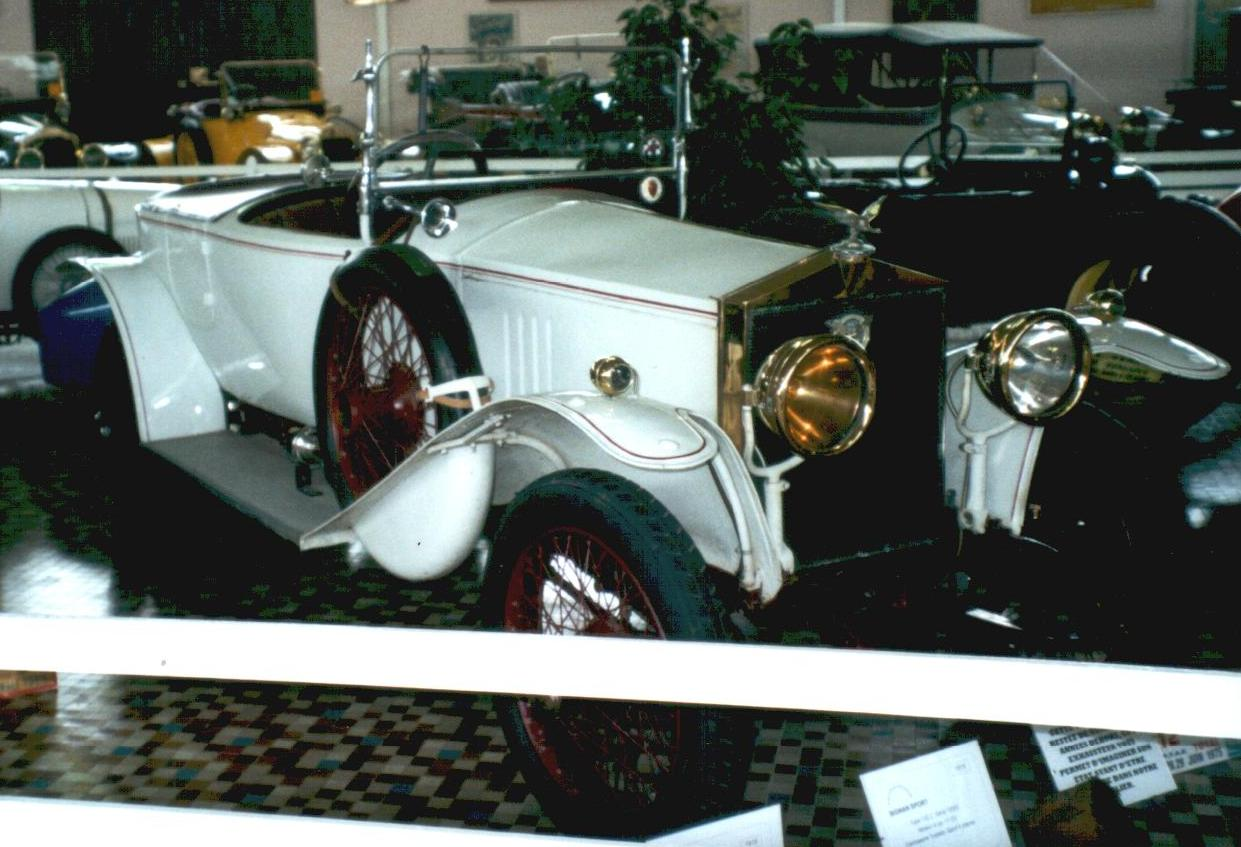
Bignan von 1919

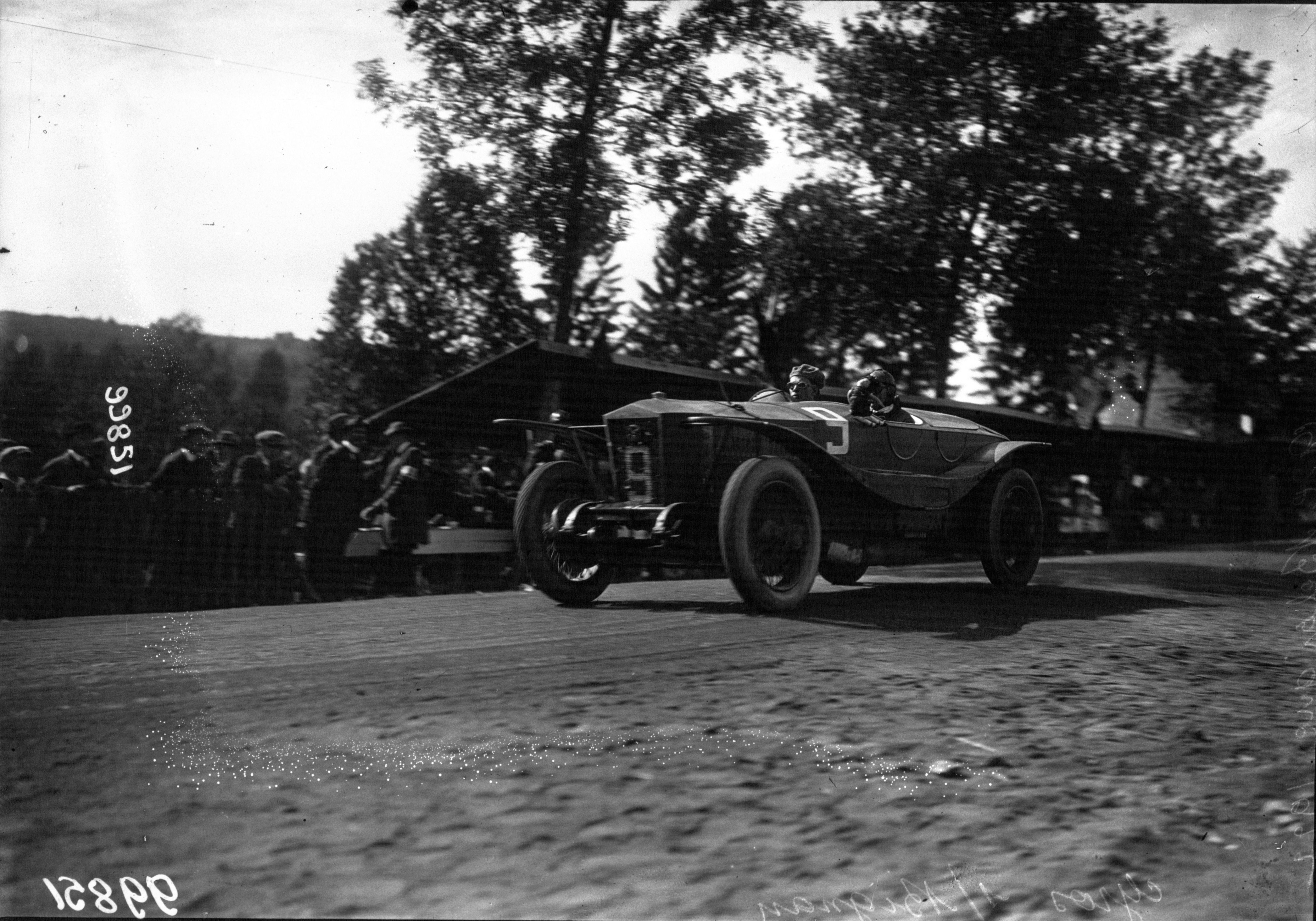
Bignan beim Grossen Preis von Belgien 1922

Automobiles Bignan war ein französischer Hersteller von Automobilen aus Courbevoie und Levallois-Perret.

## Unternehmensgeschichte
Jacques Bignan gründete 1918 das Unternehmen Établissements Industriels J. Bignan in Courbevoie zur Produktion von Automobilen. Der Markenname lautete Bignan. Bereits zuvor hatte Bignan Motoren für andere Unternehmen hergestellt. Bei der Fertigung der ersten Automobile erhielt Bignan Hilfe der Grégoire-Werkstätten in Poissy. 1920 erfolgte die Umbenennung in Automobiles Bignan. 1926 geriet das Unternehmen in Bankrott, die Produktion wurde unter der Leitung von Henri Précloux vom Konkurrenten E.H.P. fortgesetzt. 1930 endete die Produktion. Noch vorhandene Fahrzeuge wurde 1931 als Bignan-MOP verkauft.

## Fahrzeuge
Im Angebot standen sportliche Fahrzeuge mit Motoren eigener Fertigung, die auch im Motorsport eingesetzt wurden. Zunächst gab es Modelle, die wahlweise über 1400 cm³, 3000 cm³ oder 3500 cm³ Hubraum verfügten. Wenig später erschien das Vierzylindermodell 11 CV mit 2000 cm³ Hubraum und OHC-Ventilsteuerung. Hohe Dauergeschwindigkeit, überdurchschnittliche Straßenlage, gutes Handling und servounterstützte Vorderradbremsen (ab 1921) sorgten dafür, dass der Bignan Sport von 1918 und sein Nachfolgemodell Typ B von 1921 eine neue Kategorie des schnellen Tourenwagens bildeten, die besonders für Frankreich charakteristisch werden sollte. Ein Vierzylindermotor hatte 2950 cm³ Hubraum mit 85 mm Bohrung und 130 mm Hub und leistete 50 HP bei 2450/min. Ab 1921 stand ein Cyclecar nach einer Lizenz von Salmson im Angebot. Für das Fahrzeug sind 1086 cm³ Hubraum, 350 kg Leergewicht, eine zweisitzige Karosserie sowie eine Hinterachse ohne Differenzial angegeben. Ab 1924 besaßen einige Vierzylindermodelle vier Ventile pro Zylinder. Ab 1927 kamen Einbaumotoren von Ballot, CIME, Salmson und S.C.A.P. zum Einsatz.
Ein Fahrzeug dieser Marke ist im Musée Automobile de Vendée in Talmont-Saint-Hilaire zu besichtigen.

## Sporterfolge
- 1921 gewann Albert Guyot auf einem Bignan mit einem schnitt von 72,420 km/h den Großen Preis von Korsika über 443 km.[9]
- 1923 und 1924 gewann Bignan im Tourenwagen-Grand-Prix in Spanien.
- 1924 gewann Jacques Édouard Ledure auf einem Bignan Sport 11 CV die Rallye Monte Carlo.
- 1928 gewann Jacques Bignan die Rallye Monte Carlo, allerdings auf einem Fiat 509.
- Von 1923 bis 1925 setzte Bignan Sportmodelle beim 24-Stunden-Rennen von Le Mans ein. Größter Erfolg war der dritte Gesamtrang beim Eröffnungsrennen 1923, herausgefahren von Raymond de Tornaco und Paul Gros auf einem Bignan 11 HP Desmo Sport.